# Глодуриле (Бузау)
Глодуриле (рум. Glodurile) насеље је у Румунији у округу Бузау у општини Козиени. Oпштина се налази на надморској висини од 430 m.

## Становништво
Према подацима из 2002. године у насељу је живело 70 становника, од којих су сви румунске националности.